# Myxine capensis
Myxine capensis är en ryggsträngsdjursart som beskrevs av Regan 1913. Myxine capensis ingår i släktet Myxine och familjen pirålar. IUCN kategoriserar arten globalt som livskraftig. Inga underarter finns listade i Catalogue of Life.